# Suzuki Liana
La Suzuki Liana est une berline compacte du constructeur automobile japonais Suzuki produite entre 2001 et 2018. Elle est commercialisée de 2001 à 2007 en Europe.

## Présentation
Le nom de Liana est l'acronyme de Life In A New Age (« La vie dans une nouvelle ère »). Elle est d'abord commercialisée au Japon fin janvier 2001 en version 5 portes sous le nom de Aerio. Ce modèle se présente comme une sorte de crossover entre un break et un monospace.
Sa présentation en Europe s'effectue au Salon de l'automobile de Genève en mars de la même année. La berline 4 portes n'apparait qu'en novembre (Aerio Sedan au Japon).

## Caractéristiques techniques
Elle est proposée avec différentes motorisations à quatre cylindres (1.3, 1.5, 1.6 et 1.8 litre série M, 2.0 et 2.3 litres série J) et transmissions (boîte manuelle à 5 vitesses ou automatique à 4 rapports, deux et quatre roues motrices).

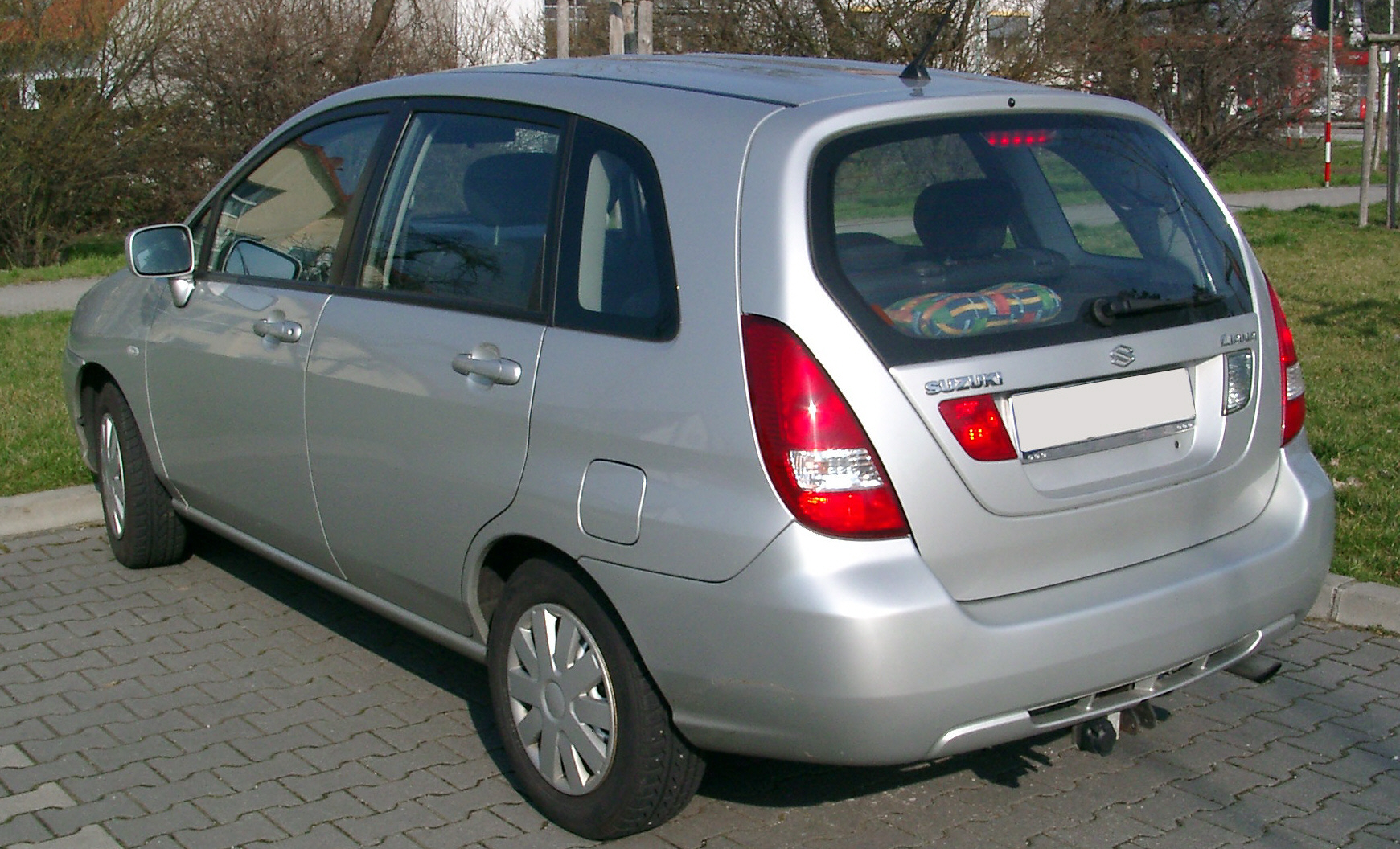
Suzuki Liana 5 portes phase 1

Sa commercialisation en France intervient en juin 2001 avec une seule carrosserie (5 portes), en trois niveaux de finition et deux motorisations. La gamme se compose ainsi des 1.3 GL, 1.3 GL Plus (idem et ABS) et 1.6 GLX (idem GL Plus et jantes en alliage de 15 pouces, airbags latéraux). Cette dernière peut recevoir une transmission intégrale en supplément. Si la climatisation et la peinture métallisée font partie des options, la boîte automatique n'est, en revanche, pas disponible.

À l'automne 2002, la 1.3 GL est retirée du catalogue. Courant 2003, la GLX reçoit en série la climatisation et un autoradio CD.

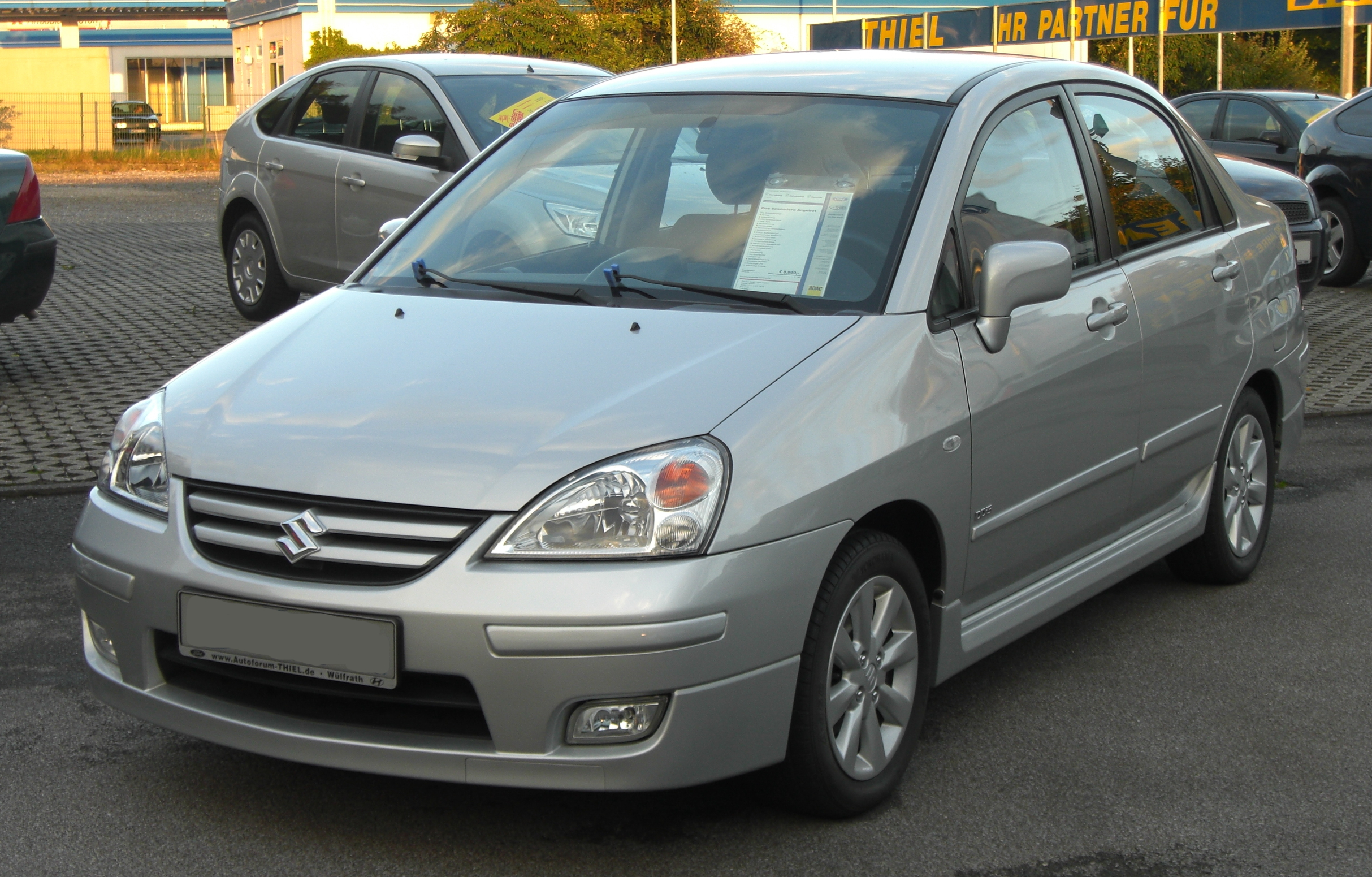
Suzuki Liana 4 portes phase 2

En avril 2004, la Liana reçoit quelques modifications extérieures (boucliers avant/arrière, bas de caisse, calandre) et intérieures (planche de bord et console centrale, tableau bord analogique). La gamme est remaniée avec la disparition de la version 1.6 deux roues motrices et l'apparition d'une motorisation diesel 1.4 HDi 16V d'origine PSA. Il ne subsiste qu'une seule finition, la GLX, tandis que la peinture métallisée et la climatisation sont en options.
Sans aucun changement, la Liana continue sa carrière européenne jusqu'en 2007. Elle est remplacée sur la plupart des marchés par la SX4.
Elle reste toutefois produite au Pakistan jusqu'en 2014. 

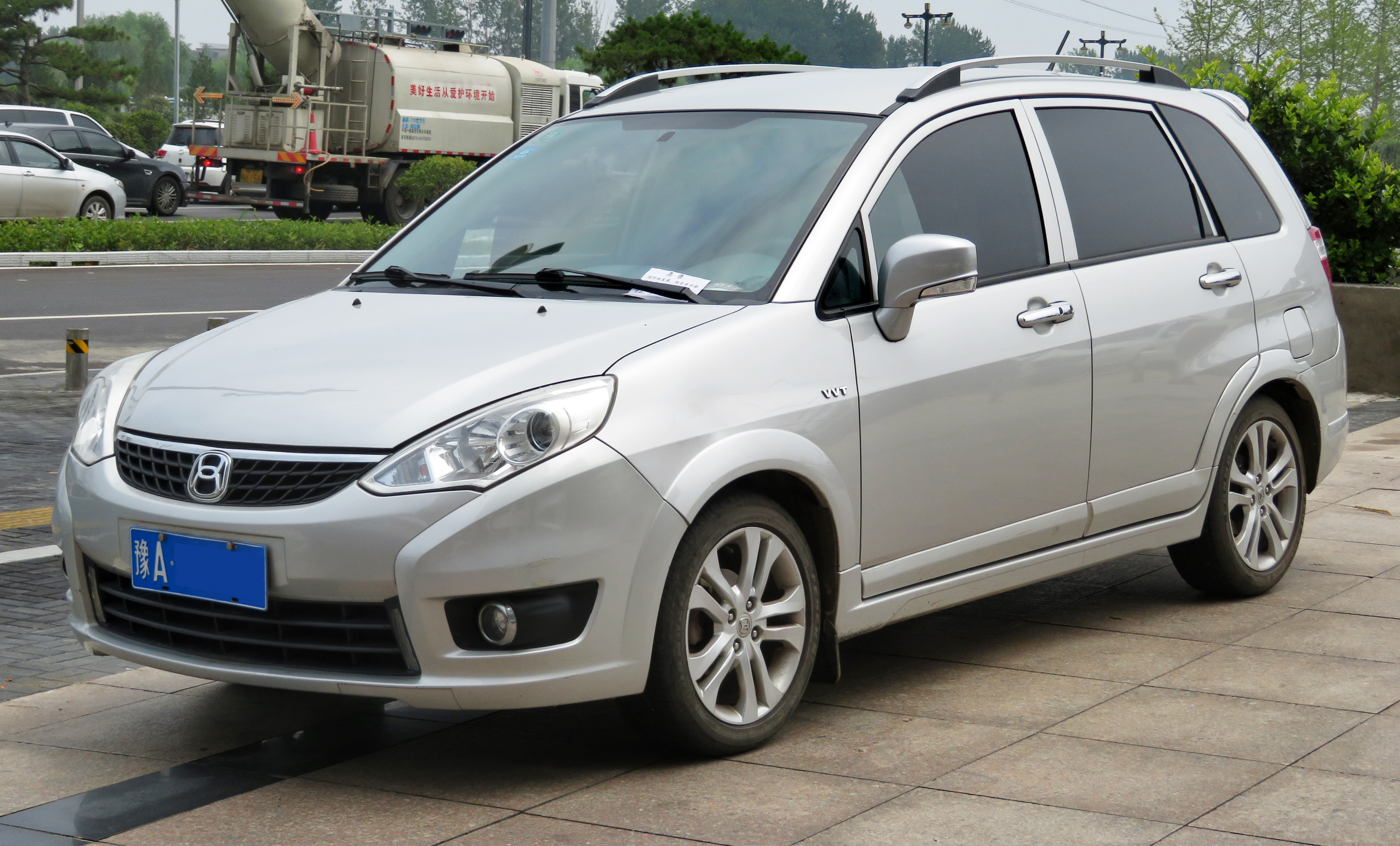
Changhe-Suzuki Liana A6 5 portes phase 3

Elle connait une longévité encore plus importante en Chine, où elle connait d'importants restylages à partir de 2013, et voit sa carrière se poursuivre jusqu'en 2018 sous le nom de Changhe-Suzuki Liana A6.